# هدهد درختی (سرده)
هدهد درختی (سرده) (نام علمی: Phoeniculus) نام یک سرده از تیره هدهد درختی است.